# Campionato mondiale di motocross 2024
Il campionato mondiale di motocross 2024 è la sessantottesima edizione del campionato mondiale di motocross.

## Regolamento
A partire dalla stagione scorsa, vengono assegnati punti anche ai primi 10 classificati delle qualificazioni del sabato (10 al primo, poi a scalare di uno). Questi punti non valgono per il punteggio totale del gran premio, ma solo per la classifica del campionato.

## Calendario MXGP

### MXGP
| Gara | Data         | Gran Premio          | Località           | Pole position    | Vincitore Gara 1 | Vincitore Gara 2 | Vincitore GP     |
| ---- | ------------ | -------------------- | ------------------ | ---------------- | ---------------- | ---------------- | ---------------- |
| 1    | 10 marzo     | MXGP di Argentina    | Villa La Angostura | Tim Gajser       | Jorge Prado      | Tim Gajser       | Jorge Prado      |
| 2    | 24 marzo     | MXGP di Spagna       | intu Xanadú        | Jorge Prado      | Jorge Prado      | Jorge Prado      | Jorge Prado      |
| 3    | 7 aprile     | MXGP di Sardegna     | Riola Sardo        | Jorge Prado      | Jorge Prado      | Jorge Prado      | Jorge Prado      |
| 4    | 14 aprile    | MXGP del Trentino    | Pietramurata       | Romain Febvre    | Romain Febvre    | Jorge Prado      | Jorge Prado      |
| 5    | 5 maggio     | MXGP del Portogallo  | Águeda             | Tim Gajser       | Tim Gajser       | Jeffrey Herlings | Pauls Jonass     |
| 6    | 12 maggio    | MXGP della Galizia   | Lugo               | Jorge Prado      | Jorge Prado      | Jorge Prado      | Jorge Prado      |
| 7    | 19 maggio    | MXGP di Francia      | St.Jean-d'Angély   | Romain Febvre    | Tim Gajser       | Jeffrey Herlings | Tim Gajser       |
| 8    | 2 giugno     | MXGP di Germania     | Teutschenthal      | Tim Gajser       | Jorge Prado      | Jorge Prado      | Jorge Prado      |
| 9    | 9 giugno     | MXGP di Lettonia     | Ķegums             | Tim Gajser       | Jeffrey Herlings | Jorge Prado      | Jeffrey Herlings |
| 10   | 16 giugno    | MXGP d'Italia        | Maggiora           | Tim Gajser       | Tim Gajser       | Jeffrey Herlings | Tim Gajser       |
| 11   | 30 giugno    | MXGP di Sumbawa      | Sumbawa            | Jeffrey Herlings | Jeffrey Herlings | Jorge Prado      | Jorge Prado      |
| 12   | 7 luglio     | MXGP di Lombok       | Lombok             | Jeffrey Herlings | Jeffrey Herlings | Jeffrey Herlings | Jeffrey Herlings |
| 13   | 21 luglio    | MXGP della Rep. Ceca | Loket              | Tim Gajser       | Jeffrey Herlings | Tim Gajser       | Tim Gajser       |
| 14   | 28 luglio    | MXGP delle Fiandre   | Lommel             | Jorge Prado      | Jeffrey Herlings | Jeffrey Herlings | Jeffrey Herlings |
| 15   | 11 agosto    | MXGP di Svezia       | Uddevalla          | Tim Gajser       | Jorge Prado      | Jorge Prado      | Jorge Prado      |
| 16   | 18 agosto    | MXGP dei Paesi Bassi | Arnhem             | Glenn Coldenhoff | Jeffrey Herlings | Jeffrey Herlings | Jeffrey Herlings |
| 17   | 25 agosto    | MXGP di Svizzera     | Frauenfeld         | Jorge Prado      | Tim Gajser       | Tim Gajser       | Tim Gajser       |
| 18   | 8 settembre  | MXGP di Turchia      | Afyonkarahisar     | Tim Gajser       | Jeremy Seewer    | Jorge Prado      | Jorge Prado      |
| 19   | 16 settembre | MXGP della Cina      | Shanghai           | -                | Romain Febvre    | Jorge Prado      | Jorge Prado      |
| 20   | 29 settembre | MXGP della Castiglia | Cózar              | Jorge Prado      | Jorge Prado      | Jeffrey Herlings | Jorge Prado      |

### Classifiche finali
Ai primi 10 classificati delle qualificazioni vengono assegnati punti, in base a questa tabella:
| Posizione | 1  | 2 | 3 | 4 | 5 | 6 | 7 | 8 | 9 | 10 |
| Punti     | 10 | 9 | 8 | 7 | 6 | 5 | 4 | 3 | 2 | 1  |

Ai primi 20 classificati delle gare principali vengono assegnati punti, in base a questa tabella:
| Posizione | 1  | 2  | 3  | 4  | 5  | 6  | 7  | 8  | 9  | 10 | 11 | 12 | 13 | 14 | 15 | 16 | 17 | 18 | 19 | 20 |
| Punti     | 25 | 22 | 20 | 18 | 16 | 15 | 14 | 13 | 12 | 11 | 10 | 9  | 8  | 7  | 6  | 5  | 4  | 3  | 2  | 1  |

#### Piloti
| Pos. | Pilota            | Moto     | Punti |
| ---- | ----------------- | -------- | ----- |
| 1º   | Jorge Prado       | Gas Gas  | 996   |
| 2º   | Tim Gajser        | Honda    | 986   |
| 3º   | Jeffrey Herlings  | KTM      | 944   |
| 4º   | Jeremy Seewer     | Kawasaki | 686   |
| 5º   | Romain Febvre     | Kawasaki | 651   |
| 6º   | Glenn Coldenhoff  | Fantic   | 601   |
| 7º   | Calvin Vlaanderen | Yamaha   | 550   |
| 8º   | Kevin Horgmo      | Honda    | 428   |
| 9º   | Valentin Guillod  | Honda    | 388   |
| 10º  | Andrea Bonacorsi  | Yamaha   | 340   |

#### Costruttori
| Pos. | Costruttore | Punti |
| ---- | ----------- | ----- |
| 1º   | Honda       | 1017  |
| 2º   | Gas Gas     | 996   |
| 3º   | KTM         | 956   |
| 4º   | Kawasaki    | 867   |
| 5º   | Yamaha      | 748   |

## Calendario MX2

### MX2
| Gara | Data         | Gran Premio          | Località           | Pole position      | Vincitore Gara 1   | Vincitore Gara 2   | Vincitore GP |
| ---- | ------------ | -------------------- | ------------------ | ------------------ | ------------------ | ------------------ | ------------ |
| 1    | 10 marzo     | MXGP di Argentina    | Villa La Angostura | Lucas Coenen       | Simon Längenfelder | Kay de Wolf        | Kay de Wolf  |
| 2    | 24 marzo     | MXGP di Spagna       | intu Xanadú        | Kay de Wolf        | Kay de Wolf        | Andrea Adamo       | Kay de Wolf  |
| 3    | 7 aprile     | MXGP di Sardegna     | Riola Sardo        | Kay de Wolf        | Lucas Coenen       | Kay de Wolf        | Kay de Wolf  |
| 4    | 14 aprile    | MXGP del Trentino    | Pietramurata       | Andrea Adamo       | Kay de Wolf        | Simon Längenfelder | Liam Everts  |
| 5    | 5 maggio     | MXGP del Portogallo  | Águeda             | Liam Everts        | Liam Everts        | Liam Everts        | Liam Everts  |
| 6    | 12 maggio    | MXGP della Galizia   | Lugo               | Thibault Benistant | Andrea Adamo       | Lucas Coenen       | Lucas Coenen |
| 7    | 19 maggio    | MXGP di Francia      | St.Jean-d'Angély   | Lucas Coenen       | Lucas Coenen       | Lucas Coenen       | Lucas Coenen |
| 8    | 2 giugno     | MXGP di Germania     | Teutschenthal      | Kay de Wolf        | Lucas Coenen       | Lucas Coenen       | Lucas Coenen |
| 9    | 9 giugno     | MXGP di Lettonia     | Ķegums             | Kay de Wolf        | Kay de Wolf        | Sacha Coenen       | Sacha Coenen |
| 10   | 16 giugno    | MXGP d'Italia        | Maggiora           | Liam Everts        | Liam Everts        | Sacha Coenen       | Sacha Coenen |
| 11   | 30 giugno    | MXGP di Sumbawa      | Sumbawa            | Lucas Coenen       | Kay de Wolf        | Kay de Wolf        | Kay de Wolf  |
| 12   | 7 luglio     | MXGP di Lombok       | Lombok             | Lucas Coenen       | Lucas Coenen       | Lucas Coenen       | Lucas Coenen |
| 13   | 21 luglio    | MXGP della Rep. Ceca | Loket              | Lucas Coenen       | Lucas Coenen       | Kay de Wolf        | Kay de Wolf  |
| 14   | 28 luglio    | MXGP delle Fiandre   | Lommel             | Kay de Wolf        | Kay de Wolf        | Simon Längenfelder | Kay de Wolf  |
| 15   | 11 agosto    | MXGP di Svezia       | Uddevalla          | Kay de Wolf        | Lucas Coenen       | Lucas Coenen       | Lucas Coenen |
| 16   | 18 agosto    | MXGP dei Paesi Bassi | Arnhem             | Lucas Coenen       | Kay de Wolf        | Lucas Coenen       | Lucas Coenen |
| 17   | 25 agosto    | MXGP di Svizzera     | Frauenfeld         | Lucas Coenen       | Kay de Wolf        | Simon Längenfelder | Kay de Wolf  |
| 18   | 8 settembre  | MXGP di Turchia      | Afyonkarahisar     | Liam Everts        | Lucas Coenen       | Lucas Coenen       | Lucas Coenen |
| 19   | 16 settembre | MXGP della Cina      | Shanghai           | -                  | Lucas Coenen       | Lucas Coenen       | Lucas Coenen |
| 20   | 29 settembre | MXGP della Castiglia | Cózar              | Lucas Coenen       | Lucas Coenen       | Lucas Coenen       | Lucas Coenen |

### Classifiche finali
Ai primi 10 classificati delle qualificazioni vengono assegnati punti, in base a questa tabella:
| Posizione | 1  | 2 | 3 | 4 | 5 | 6 | 7 | 8 | 9 | 10 |
| Punti     | 10 | 9 | 8 | 7 | 6 | 5 | 4 | 3 | 2 | 1  |

Ai primi 20 classificati delle gare principali vengono assegnati punti, in base a questa tabella:
| Posizione | 1  | 2  | 3  | 4  | 5  | 6  | 7  | 8  | 9  | 10 | 11 | 12 | 13 | 14 | 15 | 16 | 17 | 18 | 19 | 20 |
| Punti     | 25 | 22 | 20 | 18 | 16 | 15 | 14 | 13 | 12 | 11 | 10 | 9  | 8  | 7  | 6  | 5  | 4  | 3  | 2  | 1  |

#### Piloti
| Pos. | Pilota             | Moto      | Punti |
| ---- | ------------------ | --------- | ----- |
| 1º   | Kay de Wolf        | Husqvarna | 959   |
| 2º   | Lucas Coenen       | Husqvarna | 939   |
| 3º   | Simon Längenfelder | Gas Gas   | 852   |
| 4º   | Liam Everts        | KTM       | 749   |
| 5º   | Mikkel Haarup      | Triumph   | 694   |
| 6º   | Andrea Adamo       | KTM       | 674   |
| 7º   | Rick Elzinga       | Yamaha    | 555   |
| 8º   | Sacha Coenen       | KTM       | 456   |
| 9º   | Camden McLellan    | Triumph   | 424   |
| 10º  | Ferruccio Zanchi   | Honda     | 393   |

#### Costruttori
| Pos. | Costruttore | Punti |
| ---- | ----------- | ----- |
| 1º   | Husqvarna   | 1105  |
| 2º   | KTM         | 942   |
| 3º   | Gas Gas     | 864   |
| 4º   | Triumph     | 741   |
| 5º   | Yamaha      | 702   |